# Cernotina trispina
Cernotina trispina is een schietmot uit de familie Polycentropodidae. De soort komt voor in het Neotropisch gebied.